# Ungulaspis ficicola
Ungulaspis ficicola är en insektsart som först beskrevs av Takahashi 1931.  Ungulaspis ficicola ingår i släktet Ungulaspis och familjen pansarsköldlöss. Inga underarter finns listade i Catalogue of Life.